# Répertoire de la guitare classique

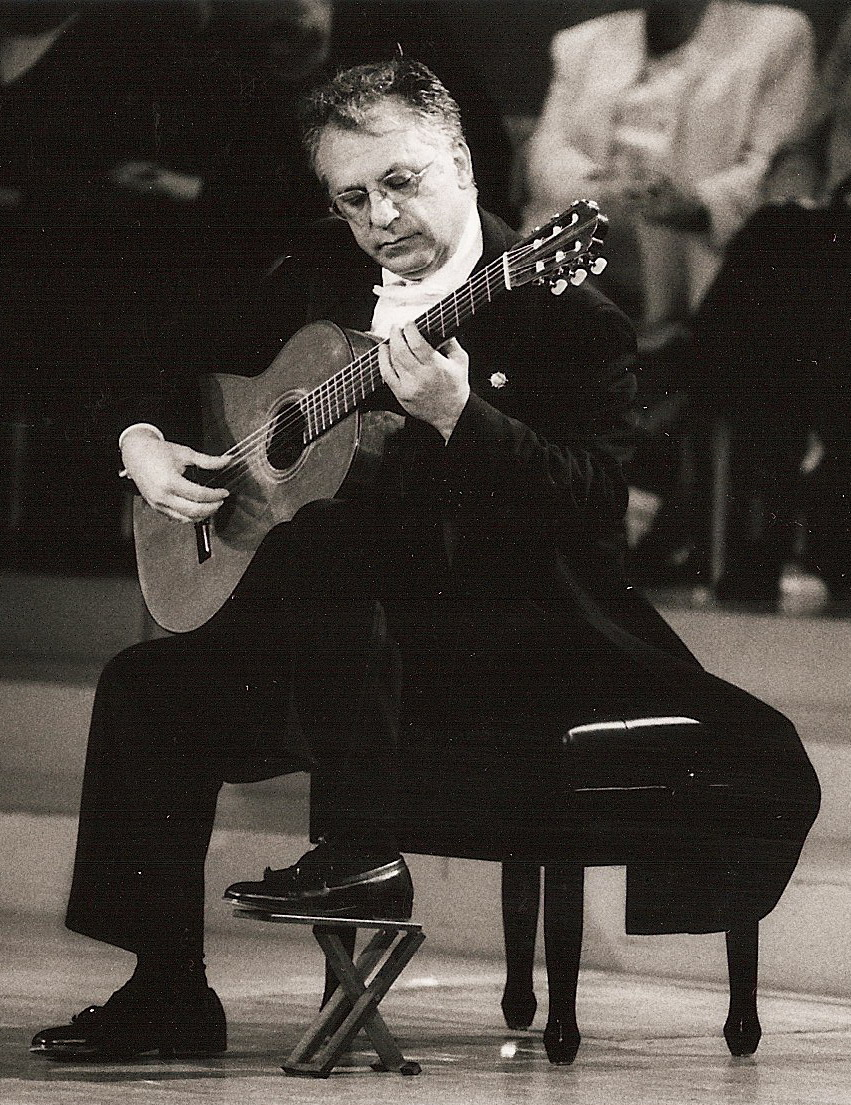
Pepe Romero en concert en 2000.

Le répertoire de la guitare classique comprend les œuvres majeures de la musique de cet instrument. Il inclut la musique de la guitare baroque et de la vihuela, mais pas la musique de luth. Cette musique est le plus souvent interprétée par des guitaristes classiques et nécessite l'utilisation d'une variété de techniques de guitare classique pour être jouée.
Pendant la Renaissance, la guitare était probablement utilisée comme elle l'est fréquemment aujourd'hui dans la musique populaire, c'est-à-dire pour accompagner un chanteur ou un petit groupe. Plusieurs recueils de musique importants ont également été publiés au cours du XVIe siècle, avec des compositions contrapuntiques approchant la complexité, la sophistication et l'étendue de la musique pour luth de la même époque. La plupart des musiques de luth de la Renaissance ont été transcrites pour la guitare (voir Liste des compositeurs pour luth (en)).
La guitare baroque (vers 1600-1750) était un instrument à cordes avec cinq chœurs de cordes en boyau et des frettes mobiles en boyau. La première corde (la plus aiguë) était parfois une corde unique. La guitare a remplacé le luth de la Renaissance en tant qu'instrument le plus répandu dans les foyers.
La guitare romantique, utilisée entre 1790 et 1830, était la guitare de la période classique et de la période romantique, montrant une cohérence remarquable dans la construction de l'instrument au cours de ces décennies. À cette époque, les guitares utilisaient six cordes simples, parfois plus, au lieu de cordes frottées. La guitare romantique a éventuellement mené à un type différent de guitare en Espagne : les guitares espagnoles à barrage en éventail de Torres, qui peuvent être considérées comme le précurseur immédiat de la guitare classique moderne.
À partir de l'époque romantique, on trouve de nombreuses transcriptions pour guitare dans une volonté de rendre cet instrument soliste et de se montrer dans les salons à l'instar du piano et du violon.
Plus que pour la plupart des autres instruments et ensembles, il apparaît difficile de composer de la musique pour la guitare sans maîtriser la pratique de l'instrument ou sans collaborer étroitement avec un guitariste. Par conséquent, une grande partie du répertoire pour guitare consiste en des œuvres de guitaristes qui n'ont pas beaucoup composé pour d'autres instruments. La musique antérieure à l'ère classique était souvent composée pour être jouée sur diverses combinaisons d'instruments, et pouvait être adaptée par l'interprète aux instruments à clavier, au luth ou à la guitare.
Au 20e siècle, de nombreux compositeurs non-guitaristes ont écrit pour l'instrument, alors qu'auparavant seuls les musiciens de l'instrument l'avaient fait.

## Répertoire à travers les époques

### Répertoire de la Renaissance
Pendant la Renaissance, la guitare était probablement utilisée comme elle l'est souvent aujourd'hui, pour accompagner un chanteur ou un petit groupe. Plusieurs collections musicales importantes ont été publiées au cours du seizième siècle, avec des compositions contrapuntiques approchant la complexité, la sophistication et l'étendue de la musique pour luth de la même époque. Ces œuvres sont destinées à la vihuela, dont l'accord diffère de celui de la guitare de la Renaissance et de la guitare moderne.
Principales compositions et principaux compositeurs pour la vihuela
- El Maestro de Luis de Milán (1536)
- Los Seys libros del Delphin de Musica de Luys de Narváez (1538)
- Tres Libros de Música par Alonso Mudarra (1546)
- Silva de Sirenas de Enríquez de Valderrábano (1547)
- Libro de Música de Vihuela de Diego Pisador (1552)
- Orphénica Lyra de Miguel de Fuenllana (1554)
- El Parnasso de Estevan Daça (1576).

### Répertoire de la période baroque
La musique baroque décrit une époque et un ensemble de styles de musique classique européenne qui ont été largement utilisés entre 1600 et 1750 environ. On dit que cette période commence en musique après la Renaissance et qu'elle est suivie par la musique de la période classique. Le terme "baroque" signifie à l'origine "perle de forme irrégulière", ce qui caractérise de manière frappante l'architecture et le design de cette période ; plus tard, le nom s'est également appliqué à la musique. Elle est associée à des compositeurs tels que J.S. Bach, George Friedrich Händel, Antonio Vivaldi et Claudio Monteverdi. Au cours de cette période, la théorie musicale, la tonalité diatonique et le contrepoint imitatif se développent. Une ornementation musicale plus élaborée, ainsi que des changements dans la notation musicale et des progrès dans la manière de jouer des instruments apparaissent également. La musique baroque connaîtra une expansion de la taille, de la portée et de la complexité de l'interprétation, ainsi que des formes de plus en plus complexes.
Principaux compositeurs pour la guitare baroque
- Francesco Corbetta (1615-1681)
- Angelo Michele Bartolotti (?-1682)
- Gaspar Sanz (1640-1710, Espagne)
- Ludovico Roncalli (1654-1713)
- Robert de Visée (c.1655-c.1735, France)
- Santiago de Murcia (1673-1739)

### Répertoire de la période classique
Principaux compositeurs pour la guitare de la période classique
- Luigi Boccherini (1743-1805)
- Ferdinando Carulli (1770-1841)
- Salvador Castro de Gistau (1770-18XX)
- Fernando Ferandiere (1771-1816)
- François de Fossa (1775-1849)
- Antoine de Lhoyer (1768-1852)
- Wenzel Thomas Matiegka (1773-1830)
- Francesco Molino (1768-1847)
- Pierre-Jean Porro (1750-1831)
- Fernando Sor (1778-1839)

### Répertoire de la période romantique
Principaux compositeurs du début de l'ère romantique
- Carl Maria von Weber (1786-1826) :  La dernière valse de Weber
- Niccolò Paganini (1782-1840) : Plusieurs pièces virtuoses spécifiquement pour la guitare

#### L'âge d'or

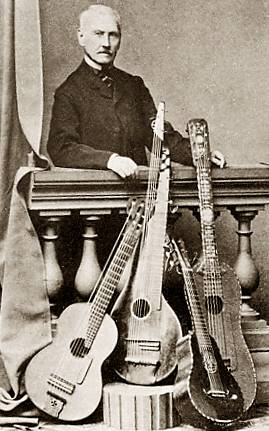
Napoleon Coste, avec l'une de ses guitares-harpes Lacote à "7ème corde flottante", un cistre arqué du 18e siècle, un cistre français du 19e siècle et une guitare-harpe personnalisée (ca. 1870).

Le premier "âge d'or" du répertoire de la guitare classique fut la première moitié du XIXe siècle. Quelques compositeurs de guitare notables de cette période sont :
- Dionisio Aguado (1784-1849)
- Julián Arcas (1832-1882)
- José Broca (1805-1882)
- Matteo Carcassi (1792-1853)
- Napoléon Coste (1806-1883)
- Anton Diabelli (1781-1858)
- Mauro Giuliani (1781-1829)
- Luigi Legnani (1790-1877)
- Johann Kaspar Mertz (1806-1856)
- Giulio Regondi (1822-1872)
- Francisco Tárrega (1852-1909)
- Marco Aurelio Zani de Ferranti (1800-1878)
- José Ferrer (1835-1916)

### Le répertoire de la période moderne
Certains genres de musique moderne comprennent la musique atonale, qui rejette le système tonal de presque tous les autres styles musicaux, ainsi que la musique aléatoire, qui rejette l'absolutisme du compositeur et permet à l'interprète de jouer un rôle actif dans la manière dont la pièce est jouée. Par exemple, dans l' Étude no 20 de Leo Brouwer, il fournit une série de mélodies de plus en plus longues et invite l'interprète à jouer chaque section de la mélodie autant de fois qu'il le souhaite. Les styles régionaux sont également très présents dans la musique moderne pour guitare, comme la musique d'Amérique latine, où l'on trouve des harmonies uniques et du matériel frais.

#### Guitaristes-compositeurs duXXesiècle
- Heinrich Albert (1870-1950)
- Sergio Assad (né en 1952)
- Agustín Barrios Mangoré (1885-1944)
- Ángel Barrios Fernandez (1882-1964)
- Paulo Bellinati (né en 1950)
- Gilbert Biberian (né en 1944)
- Dusan Bogdanovic (né en 1955)
- Leo Brouwer (né en 1939)
- Abel Carlevaro (1918-2002)
- Carlo Domeniconi (né en 1947)
- John W. Duarte (1919-2004)
- Roland Dyens (1955-2016)
- Dimitris Fampas (1921-1996)
- Abel Fleury (1903-1958)
- Stephen Funk-Pearson (né en 1949)
- Garoto (Anibal Augusto Sardinha) (1915-1945)
- Angelo Gilardino (né en 1941)
- Stephen Goss (né en 1964)
- Brian Head (né en 1965)
- Bruno Henze (1900-1978)
- Carl Henze (1872-1946)
- Tilman Hopstock (né en 1961)
- Vojislav Ivanovic (né en 1959)
- David A. Jaffe (né en 1955)
- Bryan Johanson (né en 1951)
- Avril Kinsey (née en 1955)
- Francis Kleynjans (né en 1951)
- Nikita Koshkin (né en 1956)
- Annette Kruisbrink (née en 1958)
- Andrei Krylov (né en 1961)
- Antonio Lauro (1917-1986)
- Miguel Llobet (1878-1938)
- Celso Machado (né en 1953)
- José Luis Merlin (né en 1952)
- Behzad Mirkhani (né en 1969)
- Gentil Montaña (1942-2011)
- Jorge Morel (né en 1931)
- Darko Nikčević (né en 1971)
- Anatolij Olshanskij (né en 1956)
- Atanas Ourkouzounov (né en 1970)
- Marco Pereira (né en 1950)
- João Pernambuco (1883-1947)
- Máximo Diego Pujol (né en 1957)
- Štěpán Rak (né en 1945)
- Brad Richter (né en 1969)
- Rodrigo Riera (1923-1999)
- Eduardo Sainz de la Maza (1903-1982)
- Regino Sainz de la Maza (1896-1981)
- Reginald Smith Brindle (1917-2003)
- Eric Sessler (né en 1969)
- Anton Stingl (1908-2000)
- Eythor Thorlaksson (1930-2018)
- Dietmar Ungerank (né en 1950)
- Benjamin Verdery (né en 1955)
- Heitor Villa-Lobos (1887-1959)
- Andrew York (né en 1958)
- Alan Willcocks (1869-1956)
- Anthony Sidney (1952)

#### Autres compositeurs pour la guitare classique
Au 20e siècle, plusieurs compositeurs non-guitaristes ont écrit pour l'instrument, ce que seuls les joueurs de l'instrument avaient fait auparavant. Pour une plus grande liste de compositeurs qui ont écrit pour la guitare solo, voir la liste des compositeurs pour la guitare classique (en). Certains des plus connus sont :
- Hermann Ambrosius (1897-1983)
- Louis Andriessen (1939-2021)
- Malcolm Arnold (1921-2006)
- Boris Assafiev (1884-1949)
- Vicente Asencio (1908-1979)
- Georges Auric (1899-1983)
- Milton Babbitt (1916-2011)
- Robert Beaser (né en 1954)
- Richard Rodney Bennett (1936-2012)
- Niels Viggo Bentzon (1919-2000)
- Luciano Berio (1925-2003)
- Lennox Berkeley (1903-1989)
- Benjamin Britten (1913-1976)
- Elliott Carter (1908-2012)
- Tristram Cary (1925-2008)
- Mario Castelnuovo-Tedesco (1895-1968)
- Peter Maxwell Davies (1934-2016)
- Stephen Dodgson (1924-2013)
- Petr Eben (1929-2007)
- Manuel de Falla (1876-1946)
- Michael Finnissy (né en 1946)
- Jean Françaix (1912-1997)
- Roberto Gerhard (1896-1970)
- Giorgio Federico Ghedini (1892-1965)
- Alberto Ginastera (1916-1983)
- Cristóbal Halffter (1930-2021)
- Hans Werner Henze (1926-2012)
- Theodor Hlouschek (1923-2010)
- Vagn Holmboe (1909-1996)
- Antonio José (1902-1936)
- Ernst Krenek (1900-1991)
- Gian Francesco Malipiero (1882-1973)
- Frank Martin (1890-1974)
- Nicholas Maw (1935-2009)
- Darius Milhaud (1892-1974)
- Federico Mompou (1893-1987)
- Federico Moreno Torroba (1891-1982)
- Lior Navok (né en 1971)
- Per Nørgård (né en 1932)
- Maurice Ohana (1914-1992)
- Goffredo Petrassi (1904-2003)
- Ástor Piazzolla (1921-1992)
- Manuel M. Ponce (1882-1948)
- Francis Poulenc (1899-1963)
- André Previn (1929-2019)
- Einojuhani Rautavaara (né en 1928)
- Alan Rawsthorne (1905-1971)
- George Rochberg (1918-2005)
- Joaquín Rodrigo (1901-1999)
- Ned Rorem (1923-2022)
- Albert Roussel (1869-1937)
- Poul Ruders (né en 1949)
- John Rutter (né en 1945)
- Henri Sauguet (1901-1989)
- Ananda Sukarlan (né en 1968)
- Toru Takemitsu (1930-1996)
- Alexandre Tansman (1897-1986)
- Michael Tippett (1905-1998)
- Joaquín Turina (1882-1949)
- Pēteris Vasks (né en 1946)
- William Walton (1902-1983)

### Répertoire de la musique contemporaine

#### Compositions en solo
- Robert Beaser - Shenandoah
- Luciano Berio - Sequenza XI (en)
- Benjamin Britten - Nocturnal after John Dowland
- Howard J. Busser - Nocturnal after John Dowland
- Howard J. Buss - Dances et Interludes, 2018 (Brixton Publications)
- Roland Chadwick - Song and Dance Nos. 1, 2 & 3
- Constantinos Chizaris - Guitariana
- Pascale Criton - La Ritournelle et le galop pour guitare accordée 1/16e de ton
- Brian Ferneyhough - Kurze Schatten II
- Alberto Ginastera - Sonate
- Sofia Gubaidulina - Sérénade
- Bruno Maderna - Y Después
- Julian Mock - Mécanisme extatique
- Tristan Murail - Tellur
- Lior Navok - Remembrances of Jerusalem ; Six for a Dance ; Meditation
- Maurice Ohana - Tiento
- Marco Pereira - Samba Urbano
- William Walton - Cinq Bagatelles
- Hans Werner Henze - Royal Winter Music
- Ananda Sukarlan - Samba Urbano
- William Walton - Cinq Bagatelles
- Ananda Sukarlan - Les 5 amants de Drupadi
- Anton Del Forno - Concerto pour guitare
- Eric Sessler - Sonate no 1 ; Rhapsody & Afterglow ; Bombadiliana

## Transcriptions (sélection)

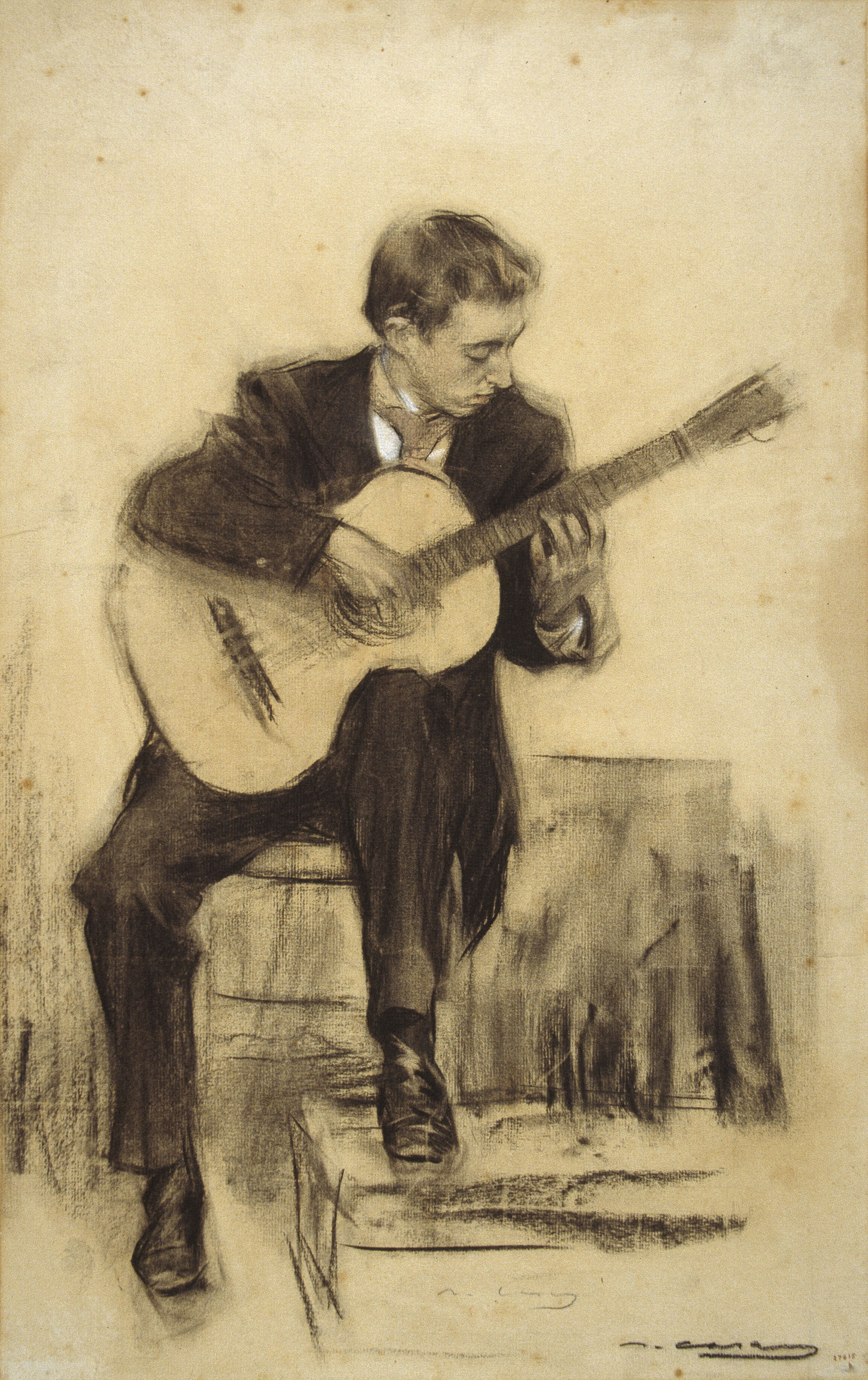
Portrait de Miguel Llobet par Ramon Casas.

La liste suivante présente une liste de personnalités ayant réalisé des transcriptions majeures pour la guitare classique (suivi du nom du compositeur Transcripti) :
- Humberto Bruni Lamanna (né en 1957) (Venezuela) - Jean-Sébastien Bach
- Roland Dyens (né en 1955)
- Eliot Fisk (né en 1958) (États-Unis / Autriche) - Luciano Berio
- Tilman Hoppstock (né en 1961) (Allemagne) - Béla Bartók
- Carlo Marchione (né en 1964) (Italie) - Georg Philipp Telemann
- Behzad Mirkhani (né en 1969) (Iran)
- Andrés Segovia (1893-1987)
- Francisco Tárrega (espagnol) - Jean-Sébastien Bach
- Kazuhito Yamashita (1961)

Transcriptions majeures
- Tango en Ré, Op. 165, no 2, est une composition de Isaac Albéniz, écrit à l'origine pour piano et fait partie de la suite España, Op. 165 (1893) ; transcription pour guitare classique par Miguel Llobet.

## Répertoire des œuvres par siècle

### XVIesiècle
- 1535-1536 Luis de Milán (c.1500-après 1561) Libro de musica de vihuela de mano intitulado El Maestro
- 1538 Luys de Narváez (1510-1555) Los seis libros del Delphin de música de cifra para tañer vihuela
- 1546 Alonso Mudarra (c.1508-1580) Tres libros de música
- 1547 Enríquez de Valderrábano (1500-1557) Libro de música
- 1547 Enríquez de Valderrábano (1500-1557) Silva de sirenas
- 1551 Adrian Le Roy (1520-1598) Premier livre de tablature de guiterre
- 1552 Diego Pisador (1509-1557) Libro de Música de Vihuela
- 1553 Grégoire Brayssing (fl. 16e siècle) Quart livre de tablature de guiterre
- 1554 Miguel de Fuenllana (?1500-1579) Orphénica lyra
- 1576 Esteban Daza (c.1537-1591) El Pamasso
- c.1580 Girolamo Giuliani (fl. 1580) Intabulatura de Chitara

### XVIIesiècle
- 1640 Giovanni Paolo Foscarini (fl. c.1621-c.1649) Li cinque libri della chitarra alla spagnola (Les cinq livres de la guitare espagnole)
- 1643 Francesco Corbetta (c.1615-1681) Varii capricii per la ghittara spagnuola (Les cinq livres de la guitare espagnole)
- 1646 Carlo Calvi (fl. 17e siècle) Intavolatura di chitarra, e chitarriglia (tablature de guitare et guitare)
- 1650 Domenico Pellegrini (fl. 17e siècle) Soavi concenti di sonate musicali per la chitarra spagnuola
- 1659 Giovanni Battista Granata (en) (c.1620-1687) Soavi concenti di sonate musicali per la chitarra spagnuola
- 1674 Gaspar Sanz (1640-1710) Instrucción de música sobre la guitarra española
- 1682 Robert de Visée (c.1650-1725) Livre di guittarre dédié au roy
- 1692 Ludovico Roncalli (1660?-1720 ?) Capricci armonici sopra la chitarra spagnolo
- 1694 Francesc Guerau (1649-1722) Poema Harmónico

### XVIIIesiècle
- 1716 François Campion (1680-1748) Nouvelles découvertes sur la guitare
- c.1730 Santiago de Murcia (1682-1735 ?) Codice Saldivar no. 4

### XIXesiècle
- c.1802 Fernando Sor (1778-1839) Sonate op. 15
- 1807 Simon Molitor (1766-1848) Grande Sonate op. 7
- 1809 Mauro Giuliani (1781-1829) Grande Ouverture op. 61
- 1810 Ferdinando Carulli (1770-1841) Méthode pour la guitare op. 241
- 1821 Fernando Sor (1778-1839) Introduction et Variations sur un thème de Mozart op. 9
- 1825 Dionisio Aguado y García (1784-1849) Trois Rondos brillants op. 2
- 1847 Johann Kaspar Mertz (1806-1856) Bard's Sounds op. 13
- 1850 Johann Kaspar Mertz (1806-1856) Élégie
- 1851 Johann Dubez (en) (1828-1891) Fantaisie sur des motifs hongrois
- 1851 Matteo Carcassi (1792-1853) 25 études op. 60
- 1899 Francisco Tárrega (1852-1909) Recuerdos de la Alhambra

### XXesiècle

#### 1900s
- 1906 Ottorino Respighi (1879-1936) Variazioni

#### 1920s
- 1920 Federico Moreno Torroba (1891-1982) Suite Castellana
- 1920 Manuel de Falla (1876-1946) Homenaje : Le Tombeau de Claude Debussy
- 1920 Heitor Villa-Lobos (1887-1959) Chôros No. 1 (en)
- 1921 Agustín Barrios (1885-1944) La Catedral
- ?1921 Henri Collet (1885-1951) Briviesca
- 1923 Carlos Chávez (1899-1978) Trois pièces
- 1923 Federico Moreno Torroba (1891-1982) Sonatine en la majeur
- 1923 Joaquín Turina (1882-1949) Sevillana, Op. 29
- 1925 Manuel Ponce (1882-1948) Sonata mexicana
- 1925 Joaquín Turina (1882-1949) Fandanguillo, Op. 36
- 1926 Pierre de Bréville (1861-1949) Fantaisie
- 1927 Manuel Ponce (1882-1948) Sonate no 3
- 1927 Cyril Scott (1879-1970) Sonatine
- 1928 Manuel Ponce (1882-1948) Sonata clásica
- 1928 Heitor Villa-Lobos (1887-1959) Suite populaire brésilienne
- 1929 Manuel Ponce (1882-1948) Sonatina romántica
- 1929 Manuel Ponce (1882-1948) Variations et Fugue sur 'La Folia' de Espana
- 1929 Heitor Villa-Lobos (1887-1959) 12 Etudes

#### 1930s
- 1930 Óscar Esplá (1886-1976) Tempo di sonata
- 1931 Joaquín Turina (1882-1949) Sonata
- 1932 Manuel Ponce (1882-1948) Homenaje a Tárrega
- 1932 Joaquín Turina (1882-1949) Hommage à Tárrega, op. 69
- 1933 Antonio José Martínez Palacios (1902-1936) Sonate
- 1933 Frank Martin (1890-1974) Quatre Pièces Brèves
- 1935 Mario Castelnuovo-Tedesco (1895-1968) Sonate (Omaggio a Boccherini)
- 1939 Boris Asafyev (1884-1949) Prélude et valse
- 1939 Manuel Ponce (1882-1948) Sonatina meridional
- 1939 Joaquín Rodrigo (1901-1999) En los trigales

#### 1940s
- 1940 Heitor Villa-Lobos (1887-1959) Cinq préludes
- 1942 Jarmil Burghauser (1921-1997) Six danses tchèques
- 1942 Joaquín Rodrigo (1901-1999) Entre olivares
- 1943 Jarmil Burghauser (1921-1997) Sonate en mi mineur
- 1944 Marius Flothuis (1914-2001) Twee stukken, op. 22
- 1948 José Ardévol (1911-1981) Sonate
- 1949 Erik Bergman (1911-2006) Suite, op. 32

#### 1950s
- 1950 Federico Moreno Tórroba (1891-1982) Sonate-Fantasia
- 1951 Heitor Villa-Lobos (1887-1959) Concerto pour guitare et petit orchestre
- 1952 Bruno Bartolozzi (1911-1980) Tre pezzi
- 1952 Lou Harrison (1917-2003) Serenado
- 1952 Alexandre Tansman (1896-1987) Cavatina
- 1953 Henri Gagnebin (1886-1977) Trois pièces
- 1954-5 Ettore Desderi (1892-1974) Sonate in mi
- 1955 Hans Erich Apostel (1901-1972) Six Musiken
- 1956 Reginald Smith Brindle (1917-2003) El Polifemo de Oro
- 1957 Lennox Berkeley (1903-1989) Sonatine, op. 52, no 1
- 1957 Leo Brouwer (né en 1939) Danza característica
- 1957 Roberto Gerhard (1896-1970) Fantasia : Interlude in Cantares.
- 1957 Ernst Krenek (1900-1991) Suite
- 1957 Darius Milhaud (1892-1974) Segoviana, op. 366
- 1957 Maurice Ohana (1914-1992) Tiento
- 1957 Marilyn Ziffrin (née en 1926) Rhapsodie
- 1958 Camargo Guarnieri (1907-1993) Estudo no 1
- 1958 Hans Werner Henze (1926-2012) Trois Tentos
- 1958 Einojuhani Rautavaara (né en 1928) Partita
- 1959 Tristram Cary (1925-2008) Sonate pour guitare seule
- 1959 Giorgio Federico Ghedini (1892-1965) Studio da concerto
- 1959 Goffredo Petrassi (1904-2003) Suoni notturni
- 1959 Carlos Surinach (1915-1997) Sonatina

#### 1960s
- 1960 Georges Auric (1899-1983) Hommage à Alonso Mudarra
- 1960 Francis Poulenc (1899-1963) Sarabande
- 1960 Joaquín Rodrigo (1901-1999) Sonata giocosa
- 1961 Henk Badings (1907-1987) 12 Préludes
- 1961 Cornelius Cardew (1936-1981) Piece (for Stella)
- 1961 Hans Haug (1900-1967) Prélude, tiento et toccata
- 1961 Gian Francesco Malipiero (1882-1973) Preludio
- 1961 Joaquín Rodrigo (1901-1999) Invocación y danza
- 1961 Rudolf Wagner-Régeny (1903-1969) Sonatine
- 1961 Thomas Wilson (1927-2001) Trois pièces
- 1962 Jean Absil (1893-1974) Dix pièces, op. 111
- 1962 Louis Andriessen (1939-2021) Triplum
- 1962 Girolamo Arrigo (né en 1930) Serenata
- 1962 Leo Brouwer (né en 1939) Danza del antiplano
- 1962 Leo Brouwer (né en 1939) Tango
- 1963 Jean Absil (1893-1974) Suite, op. 114
- 1963 Benjamin Britten (1913-1976) Nocturne d'après John Dowland, op. 70
- 1963 Stephen Dodgson (1924-2013) Partita
- 1963 Cristóbal Halffter (né en 1930) Codex I
- 1963 André Jolivet (1905-1974) Deux études de concert
- 1963 Joaquín Rodrigo (1901-1999) Tres piezas españolas
- 1963-64 Maurice Ohana (1914-1992) Si le jour paraît...
- 1964 Jean Absil (1893-1974) Pièces caractéristiques, op. 123
- 1964 Leo Brouwer (né en 1939) Elogio de la danza
- 1964 Federico Mompou (1893-1987) Suite compostelana
- 1965 Stephen Dodgson (1924-2013) avec Hector Quine 20 Studies
- 1965 Alcidez Lanza (né en 1929) modulos I
- 1965 Antonio Ruiz-Pipó (1934-1997) Cinqo Movimientos para la guitarra de diez cuerdas de Narciso Yepes
- 1967 Leonardo Balada (né en 1933) Analogías
- 1967 Gottfried von Einem (1918-1996) Trois études, op. 34
- ?1968 Richard Arnell (1917-2009) Six Pieces
- 1968 Mason Williams (né en 1938) Classical Gas (en)
- 1968 Richard Rodney Bennett (1936-2012) Impromptus
- 1968 Leo Brouwer (né en 1939) Canticum
- 1968 Jarmil Burghauser (1921-1997) Sarabanda e toccata
- 1968 John W. Duarte (1919-2004) English Suite
- 1968 Tom Eastwood (1922-1999) Ballade-Phantasy
- 1968 John McCabe (né en 1939) Canto
- 1968 Josep Mestres-Quadreny (né en 1929) Perludi
- 1968 Leon Schidlowsky (né en 1931) Interludio
- 1969 David Bedford (né en 1937) You Asked For It
- 1969 Stephen Dodgson (1924-2013) Fantasy-Divisions
- 1969 Peter Racine Fricker (1920-1990) Paseo
- 1969 Elisabeth Lutyens (1906-1983) La mort du soleil

#### 1970s

##### 1970
- 1970 Jean Absil (1893-1974) Sur un paravent chinois, op. 147
- 1970 Jean Absil (1893-1974) Quatre pièces, op. 150
- 1970 Jean Absil (1893-1974) Petit bestiaire, op. 151
- 1970 Denis ApIvor (1916-2004) Discanti, op. 48
- 1970 Vicente Asencio (1908-1979) Collectici íntim
- 1970 Lennox Berkeley (1903-1989) Thème et Variations
- 1970 Jarmil Burghauser (1921-1997) Tesknice : Canti dell'Ansietà
- 1970 Tom Eastwood (1922-1999) Amphora
- 1970 Ferenc Farkas (1905-2000) Six pièces brèves
- 1970 Joseph Horovitz (né en 1926) Ghetto Song
- 1970 Armin Kaufmann (1902-1980) Rhapsodie
- 1970 François Morel (1926-2018) Me duele españa'
- 1970 Reginald Smith Brindle (1917-2003) Variantes sur deux thèmes de J. S. Bach

##### 1971
- 1971 Malcolm Arnold (1921-2006) Fantaisie, op. 107
- 1971 Leo Brouwer (né en 1939) La espiral eterna
- 1971 David Farquhar (1928-2007) Cinq scènes
- 1971 Harrison Kerr (1897-1978) Variations sur un thème de "La Tour de Kel"
- 1971 Bruno Maderna (1920-1973) Y después
- 1971 Alan Rawsthorne (1905-1971) Elegy'
- 1971 Guido Santórsola (1904-1994) Sonate No. 2 "Hispanica"
- 1971 William Walton (1902-1983) Cinq Bagatelles

##### 1972
- 1972 Jean Absil (1893-1974) Douze pièces, op. 159
- 1972 Denis ApIvor (1916-2004) Saeta, op. 53
- 1972 Luciano Chailly (1920-2002) Invenzione su quattro note
- 1972 Peter Maxwell Davies (1934-2016) Lullaby for Illian Rainbow (Berceuse pour Illian Rainbow)
- 1972 André Jolivet (1905-1974) Tombeau de Robert de Visée
- 1972 Giles Swayne (né en 1946) Canto
- 1972 Arthur Wills (né en 1929) Sonate

##### 1973
- 1973 Xavier Benguerel (né en 1931) Versus
- 1973 Leo Brouwer (né en 1939) Parabola
- 1973 Leo Brouwer (né en 1939) Per suonare a duo
- 1973 Philippe Drogoz (né en 1937) Prélude à la Mise à Mort
- 1973 Angelo Gilardino (né en 1941) Tenebrae factae sunt
- 1973 Edward McGuire (né en 1948) Music for Guitar(s)
- 1973 Per Nørgård (né en 1932) Balance
- 1973 Poul Ruders (né en 1949) Jargon
- 1973 Reginald Smith Brindle (1917-2003) Memento en deux mouvements

##### 1974
- 1974 William Bolcom (né en 1938) Seasons
- 1974 Robert Beaser (né en 1954) Canti Notturni
- 1974-6 Axel Borup-Jørgensen (né en 1924) Praeambula, op. 72
- 1974 Leo Brouwer (né en 1939) Tarantos
- 1974 Carlos Chávez (1899-1978) Feuille d'album
- 1974 Jindřich Feld (1925-2007) Danse barbare
- 1974 Jindřich Feld (1925-2007) Sonata
- 1974 Jorge Labrouve (né en 1948) Nueva, op. 8
- 1974 Jorge Labrouve (né en 1948) Enigma, op. 9
- 1974 Humphrey Searle (1915-1982) Five, op. 61
- 1974 Reginald Smith Brindle (1917-2003) Do Not Go Gentle...
- 1974 Reginald Smith Brindle (1917-2003) November Memories
- 1974 Richard Stoker (1938-2021) Sonatina, op. 42
- 1974 Toru Takemitsu (1930-1996) Folios

##### 1975
- 1975 José Ramón Encinar (né en 1954) El aire de saber cerrar los ojos
- 1975 Hans Gefors (né en 1952) La boîte chinoise, op. 12:1
- 1975 Anthony Hedges (1931-2019) Trois fantaisies
- 1975 Jean-Paul Holstein (né en 1939) Du futur... à... l'au-delà
- 1975 Reginald Smith Brindle (1917-2003) Quatre poèmes de García Lorca
- 1975 Michael Blake Watkins (né en 1948) Solus
- 1975 Flemming Weis (1898-1981) Aspects

##### 1976
- 1976 Jorge de Freitas Antunes (né en 1942) Sighs
- 1976 Walter Boudreau, CM CQ (1947) Le Cercle gnostique
- 1976 Stephen Dodgson (1924-2013) Partita No. 2
- 1976 Michael Finnissy (né en 1946) Song 17
- 1976 Alberto Ginastera (1916-1983) Sonate pour guitare (1976)
- 1976-9 Hans Werner Henze (1926-2012) Royal Winter Music I
- 1976 Per Nørgård (né en 1932) Retours
- 1976 Ib Nørholm (né en 1931) Sonate no 1, op. 69
- 1976 Poul Rovsing-Olsen (1922-1982) Nostalgie, op. 78
- 1976 Reginald Smith Brindle (1917-2003) Sonate no 2 "El Verbo"
- 1976 Giles Swayne (né en 1946) Suite
- 1976 Claude Vivier (1948 - 1983) Pour Guitare

##### 1977
- 1977 William Albright (1944-1998) Shadows : Eight Serenades
- 1977 Theodore Antoniou (né en 1935) Stichomythia II
- 1977 Vytautas Barkauskas (né en 1931) Suite B
- 1977 Bruno Bartolozzi (1911-1980) Adles
- 1977 Erik Bergman (1911-2006) Minuit, op. 83
- 1977 Gilbert Biberian (né en 1944) Sonate No. 3
- 1977 William Bland (né en 1947) A Fantasy-Homage to Tomás Luis de Victoria
- 1977 Stephen Dodgson (1924-2013) Légende
- 1977 Franco Donatoni (1927-2000) Algo
- 1977 Denis Dufour (né en 1953) Boucles, op. 5
- 1977 Tom Eastwood (1922-1999) Romance et plainte
- 1977 Oliver Hunt (1934-2000) Garuda - Ballade
- 1977 Douglas Jamieson (né en 1949) Elegy
- 1977 Elisabeth Lutyens (1906-1983) Romanza
- 1977 Einojuhani Rautavaara (né en 1928) Sérénades de la Licorne
- 1977 José Peris (né en 1924) Elegía para Gisela
- 1977 Michèle Reverdy (née en 1943) Number One
- 1977 Tristan Murail (né en 1947) Tellur
- 1977 Thomas Wilson (1927-2001) Canción

##### 1978
- 1978 Violet Archer (1913-2000) Fantaisie sur "Blanche comme le neige"
- 1978 Gunnar Berg (1909-1989) Fresques
- 1978 Dušan Bogdanović (né en 1955) Sonate no 1
- 1978 Stephen Dodgson (1924-2013) Merlin
- 1978 Jean Françaix (1912-1997) Serenata
- 1978 Lou Harrison (1917-2003) Plaint and Variations on Walter von der Vogelweide's "Song of Palestine" *1978 Lou Harrison (1917-2003) Plaint and Variations on Walter von der Vogelweide's "Song of Palestine"
- 1978 Lou Harrison (1917-2003) Sérénade
- 1978 Nestor de Hollanda Cavalcanti (né en 1949) Suite Quadrada
- 1978 Per Nørgård (né en 1932) In Memory of...
- 1978 Reginald Smith Brindle (1917-2003) Sonate no 3 "La vallée d'Esdralon"
- 1978 Reginald Smith Brindle (1917-2003) Sonate no 4 "La Breve"
- 1978 Michael Blake Watkins (né en 1948) L'esprit de la terre

##### 1979
- 1979 John Addison (1920-1998) Illyrian Lullaby (Berceuse illyrienne)
- 1979 Gustavo Becerra-Schmidt (né en 1925) Troisième sonate
- 1979 Judith Bingham (née en 1952) Moonrise (lever de lune)
- 1979 Edward Cowie (né en 1943) Commedia Lazis
- 1979 David Del Tredici (né en 1937) Acrostic Song (Final Alice)
- 1979 Petr Eben (1929-2007) Mare Nigrum
- 1979 Ferenc Farkas (1905-2000) Sonate
- 1979 Vagn Holmboe (1909-1996) Sonate No. 1, Op. 141
- 1979 Vagn Holmboe (1909-1996) Sonate No. 2, Op. 142
- 1979 Alan Hovhaness (1911-2000) Sonate no 1
- 1979 Alan Hovhaness (1911-2000) Sonate no 2
- 1979 Wilfred Josephs (1927-1997) Pensées sur une guitare espagnole, op. 111
- 1979 Stephen Oliver (1950-1992) Sonate
- 1979 Kenneth Platts (1946-1989) Sonatina
- 1979 Reginald Smith Brindle (1917-2003) Sonate no 5
- 1979 Richard Stoker (né en 1938) Pièces pour Polita, Op. 57
- 1979 Hans Werner Henze (1926-2012) Royal Winter Music II
- 1979 Dang Ngoc Long (né en 1957) "Les hauts plateaux centraux de Tay Nguyen"

#### 1980s

##### 1980
- 1980 Denis ApIvor (1916-2004) Sérénade, op. 69
- 1980 Aldo Clementi (1925-2011) Dodici variazioni
- 1980 Dror Feiler (né en 1951) Aria
- 1980 Barbara Kolb (née en 1939) Trois berceuses
- 1980 Nikita Koshkin (né en 1956) Les jouets du prince
- 1980 Einojuhani Rautavaara (né en 1928) Les monologues de la licorne
- 1980 Robert Beaser (né en 1954) Notes on a Southern Sky (Notes sur un ciel austral)
- 1980 Ned Rorem (1923-2022) Suite
- 1980 Reginald Smith Brindle (1917-2003) Préludes et Fantaisies

##### 1981
- 1981 Leo Brouwer (né en 1939) El Decameron negro
- 1981 Leo Brouwer (né en 1939) Preludios epigramáticos
- 1981 Marius Constant (né en 1925) D'une élégie slave
- 1981 Peter Maxwell Davies (1934-2016) Hill Runes
- 1981 Edison Denisov (1929-1996) Sonate
- 1981 Stephen Dodgson (1924-2013) Partita No. 3
- 1981 Petr Eben (1929-2007) Tabulatura Nova
- 1981 Vagn Holmboe (1909-1996) Cinq Intermezzi, op. 149
- 1981 John Anthony Lennon (né en 1950) Another's Fandango
- 1981 Edward McGuire (né en 1948) Prélude no 5
- 1981-2 Bayan Northcott (né en 1940) Fantasia

##### 1982
- 1982 Denis ApIvor (1916-2004) Cinq pièces, op. 72a
- 1982 Denis ApIvor (1916-2004) Cinq pièces, op. 72b
- 1982 Xavier Benguerel (né en 1931) Cantus
- 1982 Michael Berkeley (né en 1948) Sonate en un mouvement
- 1982 Robert Boelen (né en 1949) Interlude in Em
- 1982 Amaury du Closel (né en 1956) Cadence
- 1982 Ferenc Farkas (1905-2000) Exercitium Tonale
- 1982 Michael Finnissy (né en 1946) Nasiye
- 1982 Stanley Glasser (né en 1926) Arbor
- 1982 Maurice Ohana (1914-1992) Cadran Lunaire*

##### 1983
- 1983 Richard Rodney Bennett (1936-2012) Sonata
- 1983 Antonio Bibalo (né en 1922) Study in Blue
- 1983 Michel-Georges Brégent (1948 - 1993) Sapho
- 1983 Elliott Carter (1908-2012) Changes
- 1983-9 Brian Ferneyhough (né en 1943) Kurze Schatten II
- 1983 Michel Gonneville (né en 1950) Le Sommeil, le Regard, le Choix
- 1983 François Morel (1926-2018) Divergences
- 1983 Jean Papineau-Couture CC GOQ (1916-2000) Exploration
- 1983 Michael Tippett (1905-1998) La guitare bleue

##### 1984
- 1984 Denis ApIvor (1916-2004) Nocturne, Op. 78
- 1984 Milton Babbitt (1916-2011) Composition pour guitare
- 1984 Bruno Bettinelli (1913-2004) Tre pezzi
- 1984 Leo Brouwer (1939-) Paisaje cubano con lluvia
- 1984 Peter Maxwell Davies (1934-2016) Sonate
- 1984 Halim El-Dabh (1921-2017) Wedding Time
- 1984 Michael Jacques (né en 1944) Three Humoresques (Hommage à Walton)
- 1984 Andrew Paul MacDonald (né en 1958) Fantasy Sonata
- 1984 Richard Stoker (né en 1938) Mouvements de danse, op. 66
- 1984 John Tavener (1944-2013) Chant
- 1984 Giulio Viozzi (1912-1984) Sonate

##### 1985
- 1985 Radamés Gnattali (1906-1988) Petite Suite
- 1985 Samuel Adler (né en 1928) Sonate
- 1985 Dušan Bogdanović (né en 1955) Sonate no 2
- 1985 Alfonso Casanova (né en 1953) 4 Breverías
- 1985 Alfonso Casanova (né en 1953) Preludio Digital
- 1985 Carlo Domeniconi (né en 1947) Koyunbaba
- 1985 Dror Feiler (né en 1951) Sun Shade
- 1985 Dang Ngoc Long (né en 1957) "For Thay"
- 1985 Graciane Finzi (née en 1945) Non si muove una foglia
- 1985 Angelo Gilardino (né en 1941) Sonate no 1 ("Omaggio ad Antonio Fontanesi")
- 1985 Piers Hellawell (né en 1956) Improvise ! Improvisez !
- 1985 Per Nørgård (né en 1932) Tales From a Hand I : In the Mood of Spades
- 1985 Henri Sauguet (1901-1989) Cadence

##### 1986
- 1986 Sérgio Assad (né en 1952) Aquarelle
- 1986 Leo Brouwer (né en 1939) From Yesterday to Penny Lane (Lennon-McCartney)
- 1986 Leo Brouwer (né en 1939) Concierto elegíaco
- 1986 Leo Brouwer (né en 1939) Paisaje cubano con campanas
- 1986 Luciano Chailly (1920-2002) Improvvisazione
- 1986 Sidney Corbett (né en 1960) Arien IV : Solo Music for Guitar
- 1986 James Dillon (né en 1950) Shrouded Mirrors
- 1986 Roland Dyens (né en 1955) Libra Sonatine
- 1986 John Frandsen (né en 1956) Nature Morte
- 1986 Angelo Gilardino (né en 1941) Sonate No. 2 ("Hivern florit")
- 1986 Andrew Paul MacDonald (né en 1958) A Dancing Sphere
- 1986 Concepción Lebrero (née en 1937) Remembranza de Juan de la Cruz
- 1986 Mel Powell (1923-1998) Setting
- 1986 Gerhard Präsent (né en 1957) Praeludium und Toccata
- 1986 Roger Reynolds (né en 1934) The Behaviour of Mirrors (Le comportement des miroirs)
- 1986 Giles Swayne (né en 1946) Solo, op. 42
- 1986 Alois Bröder (né en 1961) Erdferne

##### 1987
- 1986 Leo Brouwer (né en 1939) Toronto Guitar Concerto No. 4
- 1987 Dao (né en 1940) Nam aï
- 1987 Bent Lorentzen (né en 1935) Umbra
- 1987 Robert Saxton (né en 1953) Night Dance
- 1987 R. Murray Schafer (1933-2021) Le Cri de Merlin
- 1987 Jacques Hétu (1938-2010) Suite, Op. 41

##### 1988
- 1988 Luciano Berio (1925-2003) Sequenza XI
- 1988 Denis Dufour (né en 1953) Grenouille écarlate, Op. 51
- 1988 Toru Takemitsu (1930-1996) All in Twilight (Tout dans le crépuscule)

##### 1989
- 1989 Miguel Angel Cherubito (né en 1941) Suite Popular Argentina
- 1989 Peter Dickinson (né en 1934) Five Explorations
- 1989 Stephen Dodgson (1924-2013) Partita No. 4
- 1989 Angelo Gilardino (né en 1941) Variazioni sulla Follìa
- 1989 Eduardo Martin (né en 1956) Canciones del Calendario
- 1989 Eduardo Martin (né en 1956) Pasajero en el tiempo
- 1989 Nicholas Maw (1935-2009) Music of Memory
- 1989 Per Nørgård (né en 1932) Tales From a Hand III : Clubs among Jokers (Histoires d'une main III : des trèfles parmi les jokers)
- 1989 R. Murray Schafer (né en 1933) Concerto pour guitare

#### 1990s

##### 1990
- 1990 Leo Brouwer (né en 1939) Sonate
- 1990 Dror Feiler (né en 1951) Fire, Walk With Me (Feu, marche avec moi)
- 1990 Romuald Grinblat (1930-1995) Intermezzo
- 1990 David Hönigsberg (1959-2005) African Sonata (rév. 2004)
- 1990 Grigoriy Korchmar (né en 1947) White Nights Serenades (révisé en 2004)
- 1990 Ester Mägi (1922-2021) Valse con variazione
- 1990 Ursula Mamlok (née en 1928) Cinq Intermezzi
- 1990 Tage Nielsen (né en 1929) The Frosty Silence in the Gardens (Le silence glacial dans les jardins)
- 1990 Pēteris Vasks (né en 1946) Sonate de la solitude
- 1990 Graham Whettam (1927-2007) Guitar Partita (version originale 1968)

##### 1991
- 1991 Michel-Georges Brégent (1948 - 1993) Concierto Flamenco
- 1991 Chris Dench (né en 1953) Severance
- 1991 Anders Eliasson (né en 1947) Sans titre
- 1991 Christopher Fox (né en 1955) Chile
- 1991 Angelo Gilardino (né en 1941) Musica per l'angelo della Melancholìa
- 1991 Veli-Matti Puumala (né en 1965) Hailin' Drams
- 1991 Jeanne Zaidel-Rudolph (née en 1948) Five African Sketches (Cinq croquis africains)

##### 1992
- 1992 Daniel Asia (né en 1953) Your Cry Will Be A Whisper (Ton cri sera un murmure)
- 1992 Sinan Savaskan (né en 1954) O Vos omnes Op.27 - Gesualdo premonitions
- 1986 Leo Brouwer (né en 1939) Helsinki guitarconcert no.5

##### 1993
- 1993 Robert Boelen (né en 1949) Interlude en sol
- 1993 Leo Brouwer (né en 1939) Rito de los Orishas
- 1993 Ferenc Farkas (1905-2000) Tiento
- 1993 Dror Feiler (né en 1951) We Are A Bomb
- 1993 Claudio Galante (né en 1960) Deux esquisses
- 1993 Robert Keeley (né en 1960) Two Ways of Looking at a Spider (Deux façons de regarder une araignée)
- 1993 Arne Löthman (né en 1954) Diptyque
- 1993 Eduardo Martin (né en 1956) Album de la Inocencia
- 1993 Terry Riley (né en 1935) Ascención
- 1993 Toru Takemitsu (1930-1996) Equinox
- 1993 Param Vir (né en 1952) Clear Light, Magic Body (Lumière claire, corps magique)

##### 1994
- 1994 Franghiz Ali-Zadeh (né en 1947) Phantasie
- 1994 Mary Jeanne van Appledorn (née en 1927) Cartes postales à John
- 1994 Xavier Benguerel (né en 1931) Preludio indefinido
- 1994 Poul Ruders (né en 1949) Etude et Ricercare
- 1994 Reginald Smith Brindle (1917-2003) Le prince de Venosa
- 1994 Charles Wuorinen (1938-2020) Variations pour guitare

##### 1995
- 1995 Howard Blake (né en 1938) Prélude, Sarabande et Gigue
- 1995 T. E. Fleming Solis-Prim
- 1995 Aaron Jay Kernis (né en 1960) Partita
- 1995 Gordon McPherson (né en 1965) Uncanny Valley
- 1995 Thea Musgrave (née en 1928) Cartes postales d'Espagne
- 1995 Per Nørgård (né en 1932) Tales From a Hand II : The Queen of Hearts (Contes d'une main II : la reine de cœur)
- 1995 Terry Riley (né en 1935) Barabas
- 1995 Pascale Criton (née en 1954) La Ritournelle et le galop

##### 1996
- 1996 Leo Brouwer (né en 1939) Hika : In Memoriam Toru Takemitsu
- 1996 Martin Derungs (né en 1943) Elegie, op. 59
- 1996 René Eespere (né en 1953) Evocatio
- 1996 Bryn Harrison (né en 1969) Forms of Distance
- 1996 John Anthony Lennon (né en 1950) Gigolo
- 1996 John Anthony Lennon (né en 1950) Sonatina
- 1996 John Anthony Lennon (né en 1950) Thirteen
- 1996 Ester Mägi (1922-2021) 3 Miniatuuri
- 1996 Eduardo Martin (né en 1956) Preludio, Son y Allegro
- 1996 Toru Takemitsu (1930-1996) In the Woods
- 1996 Richard Wernick (né en 1934) Da'ase

##### 1997
- 1997 Joanna Bailie (née en 1973) Interpolations primaires
- 1997 Chris Dench (né en 1953) Liberté asymptotique
- 1997 Robert Beaser (né en 1954) Shenandoah
- 1997 Elliott Carter (1908-2012) Shard
- 1997 James Erber (né en 1951) Am Grabe Memphis Minnies
- 1997 Deirdre Gribbin (née en 1967) The Sanctity of Trees
- 1997 Sam Hayden (né en 1968) AXE(S)
- 1997 Paul Lansky (né en 1944) Semi-Suite
- 1997 Mario Lavista (né en 1943) Natarayah
- 1997 Jyrki Linjama (né en 1962) Sonaatti
- 1997 Poul Ruders (né en 1949) Chaconne
- 1997 Hirokazu Sato (né en 1966) Mountains, Wind and the Lake (Montagnes, vent et lac)

##### 1998
- 1998 Niels Viggo Bentzon (1919-2000) Strumenta Diabolico, Op. 664
- 1998 Philip Cashian (né en 1960) Talvi
- 1998 Mark Delpriora (né en 1959) Sonate no 3
- 1998 Ross Edwards (né en 1943) Blackwattle Caprices
- 1998 Richard Emsley (né en 1951) for guitar 1
- 1998 Bryn Harrison (né en 1969) Fractured Spaces
- 1998 John Anthony Lennon (né en 1950) The Fortunels
- 1998 Eduardo Martin (né en 1956) Divertimentos Tropicales
- 1998 Per Nørgård (né en 1932) Early Morn : Cinq Préludes et une Sérénade
- 1998 Hannu Pohjannoro (né en 1963) kuun kiertoa kohti

##### 1999
- 1999 Simon Bainbridge (1952-2021) Dances for Moon Animals (Danses pour les animaux de la lune)
- 1999 Sally Beamish (née en 1956) Madrigal
- 1999 Erik Bergman (1911-2006) Extase, op. 143
- 1999 Leo Brouwer (né en 1939) An Idea (Passacaglia for Eli)
- 1999 Leo Brouwer (né en 1939) Paisaje cubano con tristeza
- 1999 Philip Cashian (né en 1960) Vénus noire
- 1999 René Eespere (né en 1953) Staminis
- 1999 Philippe Fénelon (né en 1952) Nocturnes
- 1999 Howard Skempton (né en 1947) Cinq Préludes

##### 2000
- 2000 Paul Clay (né en 1977) Blink
- 2000 Gabriel Erkoreka (né en 1969) Fantasia
- 2000 Graham Fitkin (né en 1963) Skirting
- 2000 Mike Frengel (né en 1972) And Then, Romina...
- 2000 Angelo Gilardino (né en 1941) Winterzeit (d'après Robert Schumann)
- 2000 Michael Zev Gordon (né en 1963) Bells, Lachrimae and Stillness (Cloches, Lachrimae et silence)
- 2000 Alwynne Pritchard (née en 1968) Nostos ou Topos II
- 2000 Errollyn Wallen (née en 1958) Three Ships

### XXIesiècle

#### 2001
- 2001 Jonathan Cole (né en 1970) Suntrap
- 2001 Per Nørgård (né en 1932) Tales From a Hand IV : Jack of Diamonds
- 2001 Alexander Shchetynsky (né en 1960) Five Miniatures
- 2001-3 Howard Skempton (né en 1947) Cinq Miniatures

#### 2002
- 2002 Alois Bröder (né en 1961) Fünf Verse
- 2002 René Eespere (né en 1953) Motus
- 2002 Angelo Gilardino (né en 1941) Colloquio con Andrés Segovia
- 2002 Angelo Gilardino (né en 1941) Sonatine des fleurs et des oiseaux
- 2002 Angelo Gilardino (né en 1941) Tríptico de las visiones
- 2002 Juho Kangas (né en 1976) Fantasia
- 2002 Alastair King (né en 1967) Three Dance Miniatures
- 2002 Karl-Wieland Kurz (né en 1961) I giardini del sogno
- 2002 Eduardo Martin (né en 1956) En Cinco Lineas

#### 2003
- 2003 Angelo Gilardino (né en 1941) Catskill Pond
- 2003 Angelo Gilardino (né en 1941) La casa del faro
- 2003 John Anthony Lennon (né en 1950) Concert Etudes
- 2003 Andrew Paul MacDonald (né en 1958) Don Quixote, Knight of the Sad Countenance (Don Quichotte, chevalier de la triste figure)
- 2003 Joby Talbot (né en 1971) Standing Wave
- 2003 Augusta Read Thomas (née en 1964) Dialogues

#### 2004
- 2004 Denis Dufour (né en 1953) Rainette verte, op. 130
- 2004 René Eespere (né en 1953) Evocatio
- 2004 Mike Frengel (né en 1972) Slinky
- 2004 Angelo Gilardino (né en 1941)
  - Annunziazione (Omaggio al Beato Angelico)
  - Ikonostas (Omaggio a Pavel Florenskij)
  - Mémoire d'Antinoüs (Omaggio a Marguerite Yourcenar)
  - Sonata Mediterranea
  - Sonata del Guadalquivir
- 2004 Magnus Lindberg (né en 1958) Mano a mano
- 2004 Olli Mustonen (né en 1967) Jehkin Iivana (Sonate pour guitare)
- 2004 Kurt Schwertsik (né en 1935) Ein kleines Requiem, op. 97

#### 2005
- 2005 Aldo Clementi (1925-2011) F.A.C.
- 2005 Mark Delpriora (né en 1959) Pocket Sonata
- 2005 Angelo Gilardino (né en 1941) A Quiet Song (à la mémoire de John Duarte)]
- 2005 José María Sánchez-Verdú (né en 1968) Volaverunt

#### 2006
- 2006 Dang Ngoc Long (né en 1957) "Mienman"
- 2006 Joseph Atkins (né en 1981) Indian Summer
- 2006 Gabriel Jackson (né en 1962) Fantasia with Chorale (with bells)

#### 2007
- 2007 Carlo Forlivesi (né en 1971) En la soledat i el silenci
- 2007 Carlo Forlivesi (né en 1971) Ugetsu
- 2007 Mark-Anthony Turnage (né en 1960) Air with Variations

#### 2008
- 2008 Martin Bresnick (né en 1946) Joaquín is Dreaming (Joaquín Soñando)
- 2008 Bob Dickinson (né en 1955) The Silence of Temples and Shrines (Le silence des temples et des sanctuaires)
- 2008 Benjamin Dwyer (né en 1965) Douze Études
- 2008 Carlo Forlivesi (né en 1971) Diferencias sobre el Finsterling
- 2008 Angelo Gilardino (né en 1941) Sonata di Lagonegro
- 2008 Angelo Gilardino (né en 1941) Contes d'hiver
- 2008 Paul Lansky (né en 1944) Préludes pratiques
- 2008 Poul Ruders (né en 1949) Pages
- 2008 Steffen Schleiermacher (né en 1960) Nadie nos ha visto (to Goya)
- 2008 Alexander Shchetynsky (né en 1960) Méditation
- 2008 Dang Ngoc Long (né en 1957) "Bamboo Ber"

#### 2009
- 2009 Dušan Bogdanović (né en 1955) Diptycha super nomen Paul Gerrits
- 2009 Dušan Bogdanović (né en 1955) Fantasia : Hommage à Maurice Ohana
- 2009 Joe Cutler (né en 1968) September Fragments
- 2009 Carlo Domeniconi (né en 1947) Nam guitar solo
- 2009 Carlo Domeniconi (né en 1947) Uzh i ya li moloda
- 2009 Máximo Diego Pujol (né en 1957) El arte de la milonga

#### 2010
- 2010 Dang Ngoc Long (né en 1957) "Morning Mai"
- 2010 David Del Tredici (né en 1937) Facts of Life
- 2010 Carlo Forlivesi (né en 1971) Lachrimae Rerum
- 2010 Christopher Fox (né en 1955) " Comme l'air, comme la lumière
- 2010 Mike Frengel (né en 1972) Hotbird
- 2010 Denis Gougeon (né en 1951) Lamento-Scherzo
- 2010 Tiziano Manca (né en 1970) Stur

#### 2012
- 2012 Charlotte Bray (née en 1982) Passing Shadows
- 2012 Sebastian Fagerlund (né en 1972) Kromos
- 2012 Matthew Taylor (né en 1964) Fantasy

#### 2013
- 2013 Harrison Birtwistle (né en 1934) Construction with Guitar
- 2013 Leo Brouwer (né en 1939) Sonate No. 5 : Ars Combinatoria

## Guitaristes pour lesquels de nombreuses pièces ont été composées
- Andrés Segovia (1893-1987) (Espagne)
- Alexandre Lagoya et Ida Presti
- Julian Bream (1933-2020)
- John Williams (né en 1940) (Australie)
- Christopher Parkening (né en 1947) (États-Unis)
- Magnus Andersson (né en 1955) (Suède)
- Eliot Fisk (États-Unis)
- Adam Holzman (guitariste) (États-Unis)
- Heike Matthiesen (Allemagne)
- Ricardo Gallen (Espagne)
- David Russell
- David Starobin (États-Unis)
- David Tanenbaum (États-Unis)
- Pablo Gomez (Mexique)
- Sharon Isbin (États-Unis)
- Sanel Redzic (Bosnie-Herzégovine)

### Partitions gratuites
- (en) « Boije Collection (The Music Library of Sweden) », inclus Sor, Giuliani, autographes de J.K. Mertz, etc. [archive du 12 août 2010], sur muslib.se.
- (en) « The Royal Library of Denmark », sur Det Kongelige Bibliotek (info)
  - Advanced Search Usage example: Field "All fields": Sor, and Field "URL (www link)": http NOT sheetmusicnow NOT freehandmusic NOT hebeonline
  - Rischel & Birket-Smith's Collection of guitar music: Index of guitar titles (alt.)
  - Printed Music: Index of guitar titles
- (en) « George C. Krick Collection of Guitar Music| Gaylord Music Library » [archive du 1er juin 2010], sur library.wustl.edu, Washington University

(Index - Online access to pdf, via "Connect to resource or more info")
- (en) « GFA Archive » [archive du 2 juillet 2010], sur guitarfoundation.org : Archives consultables sur "Guitar Foundation of America" (en anglais)
- (es) « National library of Spain »(Archive.org • Wikiwix • Archive.is • Google • Que faire ?), août 2017 Click "Advanced Search" - Usage example:   Field "Title": guitarra       Or       Field "Title": vihuela       Or       Field "Title": laud
- Biblioteca Nacional de Portugal| National library of Portugal
- Catalan composers of the 19th century José Ferrer y Esteve (1835–1916), José Brocá y Codina (1805–1882), José Viñas y Diaz (1823–1888) - info
- Oviatt Library Digital Archives
- creativeguitar.org
- ClassicalGuitarSchool.Net Free sheet music for guitar by Eythor Thorlaksson and Sveinn Eythorsson, Iceland.
- (en) « Music for guitar ensembles », sur Forrest Guitar Ensembles, 2019.